# Munții Mehedinți
- Pentru alte utilizări ale antroponimului și toponimului Mehedinți, vedeți Mehedinți (dezambiguizare) .

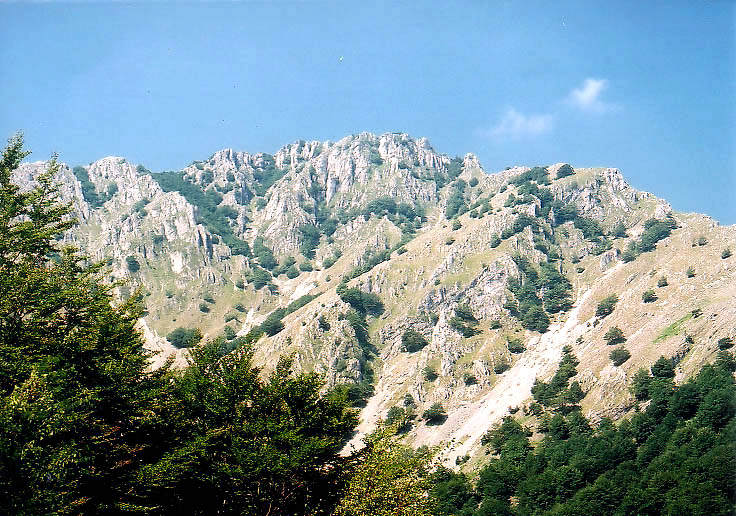
Vârful lui Stan (1.466 m) din Munții Mehedinți

Munții Mehedinți sunt o grupă muntoasă a Munților Retezat-Godeanu aparținând de lanțul muntos al Carpaților Meridionali. Cel mai înalt pisc este Vârful lui Stan, având 1.466 m.

## Localizare
Munții Mehedinți se află în partea sud-vestică a Carpaților Meridionali, în grupa Retezat - Godeanu, pe teritoriul județelor Gorj, Caraș-Severin și Mehedinți. Au o orientare NE-SV și sunt mărginiți la vest și sud-vest de Valea Cernei, la nord-est de Valea Motrului și la est și sud – est de Podișul Mehedinți.

## Geologie
Munții Mehedinți sunt alcătuiți aproape în totalitate dintr-o puternică masă de calcare jurasice recifale dure și albe. Identificăm în structura lor și șisturi cristaline și gresii. Orografic reprezintă o prelungire a munților Vâlcanului. În această unitate este caracteristic profilul asimetric, adică versantul nordic abrupt si cel sudic prelung. Hipsometric acest compartiment montan scade de la est la vest.

## Relief
Munții Mehedinți sunt reprezentați printr-o culme unică, masivă, cu aspect de bloc, care domină atât Valea Cernei cât și Podișul Mehedinți. Prezintă înălțimi înregistrate între 1000 și 1500 de m (dominate de câteva mai proeminente: Piatra Cloșani - 1421 m , Pietrele Albe - 1336 m, Domogled - 1105 m, Vârful lui Stan - 1466 m). Sunt fragmentați de văi scurte,  dar foarte puternic adâncite: Motru Sec, Râmnuța Vânătă, Râmnuța Mare, Arsasca, Țesna, Cociu. Caracteristic pentru întreaga unitate este relieful carstic. Prezența calcarelor pe grosimi apreciabile, gradul pronunțat de tectonizare, lipsa unei alte cuverturi protectoare și cantitatea mare de precipitații generează o varietate teritorială a reliefului carstic în zonă, cu numeroase forme exocarstice și endocarstice (relieful carstic din bazinul Cernei cuprinde peste 100 peșteri).